# Fakker
Fakker ist das dritte Soloalbum des österreichischen Hip-Hop-Musikers Nazar. Es erschien am 13. Mai 2011 über Wolfpack Entertainment. Den Vertrieb übernahm Soulfood Music.

## Hintergrund
Nachdem das zweite Album Paradox wenige Wochen vor Veröffentlichung im Internet illegal veröffentlicht worden war, hatte Nazar angekündigt, sich 2010 aus dem Musikgeschäft zurückzuziehen. Als aber die Kollaboration mit RAF Camora Artkore einen unverhofften Erfolg brachte, beschloss er, weiterzumachen. Bereits im Sommer 2010 nahm Nazar einen neuen Track mit dem Titel Meine Stadt auf. Dieser wurde kurze Zeit später auf YouTube veröffentlicht. In den darauffolgenden Monaten begann Nazar mit den Produzenten The Royals und RAF Camora an seinem neuen Soloalbum zu arbeiten.
Vor Release des Albums setzte die Internetplattform Aggro TV für eine Woche ihren Schwerpunkt auf das neue Album des Wiener Rapper. Innerhalb von fünf Tagen wurden mehrere Videos veröffentlicht, die von illuminati produziert und von Nazar selbst geschrieben wurden.
Im Vorfeld der Albumveröffentlichung kam auch der Dokumentarfilm Schwarzkopf in die österreichischen Kinos.
Das Album ist in den Ö3 Austria Top 40 auf Platz sechs eingestiegen, in den deutschen Albumcharts auf Platz 36.

## Titelliste
| #  | Titel                         | Gastbeiträge            | Produzent(en)                     | Länge |
| -- | ----------------------------- | ----------------------- | --------------------------------- | ----- |
| 1  | Intro                         |                         | RAF Camora, The Royals, Nazar     | 1:36  |
| 2  | Meine Fans                    |                         | RAF Camora, The Royals            | 2:45  |
| 3  | Krankes Ego                   | RAF 3.0                 | RAF Camora, The Royals, Benno     | 3:26  |
| 4  | Exibitionist                  |                         | RAF Camora, The Royals, X-plosive | 3:39  |
| 5  | F.O.T.U.                      | Haftbefehl              | RAF Camora, The Royals            | 4:00  |
| 6  | Farben des Lebens             | RAF 3.0                 | Molotov                           | 3:14  |
| 7  | Amethyst                      |                         | Gee Futuristic und Hookbeats      | 2:57  |
| 8  | Keinen Bock                   | Manuellsen              | RAF Camora, The Royals            | 3:40  |
| 9  | Fakkerlifestyle               | RAF 3.0                 | RAF Camora, The Royals            | 3:08  |
| 10 | Volim Te                      |                         | STI                               | 3:38  |
| 11 | Gib mir nicht die Schuld      | RAF 3.0                 | RAF Camora, The Royals            | 3:02  |
| 12 | Nazarfakker, Pt. 2            | Konshens                |                                   | 3:21  |
| 13 | Sprinten und Fallen           |                         | Tua                               | 3:01  |
| 14 | Comic-Helden aus dem Solarium | Farid Bang & Summer Cem | RAF Camora, The Royals            | 4:13  |
| 15 | Flammen über Wien, Pt. 3      | RAF Camora              | Veritas                           | 2:55  |
| 16 | Gib mir die Welt              |                         | RAF Camora, The Royals            | 3:21  |
| 17 | Outro                         |                         | RAF Camora, The Royals und Nazar  | 1:26  |

## Produktion
Der Großteil der Albumproduktion erfolgte von RAF Camora, The Royals und Nazar selbst. Dabei produzierte Camora die Titel Meine Fans, F.O.T.U., Kein Bock, Fakkerlifestyle, Gib mir nicht die Schuld, Comic-Helden aus dem Solarium und Gib mir die Welt gemeinsam mit The Royals. Unterstützung erhielten sie bei Intro und Outro von Nazar, bei Krankes Ego von Benno und bei Exibitionist von X-plosive. Ein weiterer Beat wurde von Undercover Molotov beigesteuert, dieser ist dem Titel Farben des Lebens zuzuordnen. Der Beat zu Amethyst stammt von Gee Futuristic und Hookbeats. Tua übernahm die Produktion von Sprinten und fallen, Veritas die von Flammen über Wien, Pt. 3. Zuletzt zeigte sich STI für die musikalische Untermalung von Volim Te verantwortlich. Die darin verwendete Gitarre wurde von RAF Camora eingespielt.